# 807

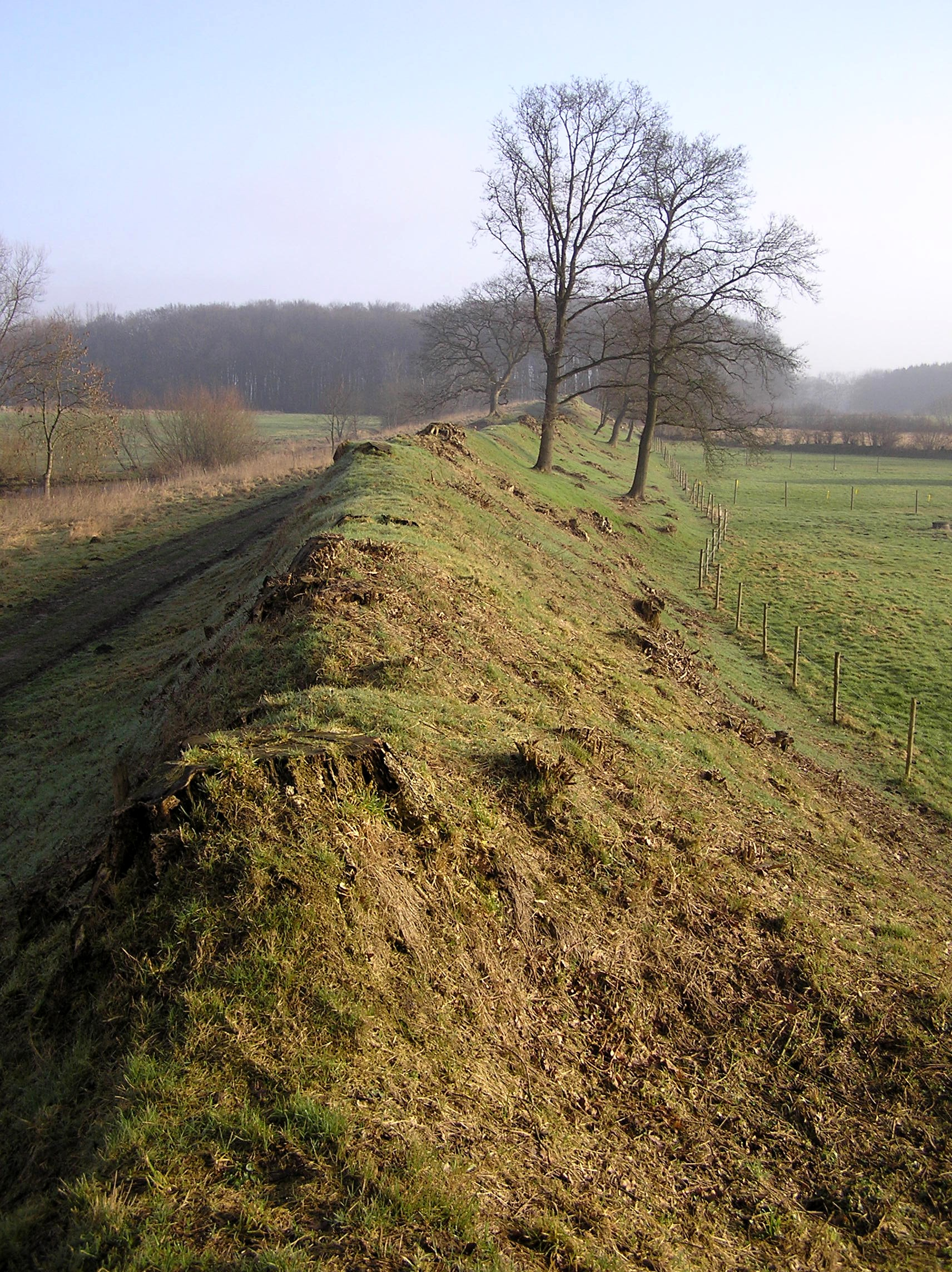
De Danevirke-linie (huidige Jutland)

Het jaar 807 is het 7e jaar in de 9e eeuw volgens de christelijke jaartelling.

## Gebeurtenissen

### Byzantijnse Rijk
- Keizer Nikephoros I sluit een vredesverdrag met kalief Haroen al-Rashid en wordt verplicht een jaarlijkse schatting te betalen. Haroen trekt zijn Arabisch invasieleger terug en evacueert het Byzantijnse territorium.

### Brittannië
- Koning Coenwulf van Mercia neemt het koningschap van Kent op zich. Hij herstelt de hegemonie en lijft het koninkrijk in bij Mercia.
- De Vikingen voeren een plunderveldtocht langs de westkust van Cornwall en sluiten een alliantie met de Cornish tegen Wessex.

### Europa
- De Franken onder leiding van keizer Karel de Grote veroveren Corsica; op het eiland ontwikkelt zich een feodaal stelsel.
- Koning Gudfred mobiliseert een Deens leger en versterkt de Danevirke, een verdedigingslinie in het zuiden van Jutland.

### Arabische Rijk
- Een Arabische vloot plundert het eiland Rhodos. De inwoners worden als slaven afgevoerd naar het kalifaat van de Abbasiden.

## Religie
- Haroen al-Rashid geeft bevel een aantal christelijke kerken af te breken en laat de moskee van Qazvin bouwen.
- Het Boek van Armagh (een Iers illumineert manuscript) wordt geschreven. (waarschijnlijke datum)

## Overleden
- 12 juli - Robert II, graaf van Haspengouw
- Widukind, hertog van de Saksen (waarschijnlijke datum)